# Tania Satchwell
Tania Satchwell   (Napier, 5 de febrer de 1980) és una antiga pilot professional de motocròs neozelandesa. Va competir al Campionat AMA en categoria femenina (WML) i en va guanyar el títol el 2001. Les temporades de 2004, 2005 i 2007 va acabar tercera en aquell campionat: el 2004 darrere de Jessica Patterson i Tarah Gieger, el 2005 darrere de Patterson i Sarah Whitmore i el 2007, de nou darrere de Patterson i Gieger. Nascuda a Napier però resident a Taupo, Satchwell va guanyar també set campionats de Nova Zelanda de motocròs femení al llarg de la seva carrera. Des de fa anys, viu a Denver (Colorado).